# Ptericoptus meridionalis
Ptericoptus meridionalis är en skalbaggsart som beskrevs av Stefan von Breuning 1939. Ptericoptus meridionalis ingår i släktet Ptericoptus och familjen långhorningar.
Artens utbredningsområde är Paraguay. Inga underarter finns listade i Catalogue of Life.